# Нижні Балмази
Нижні Балмази́ (рос. Нижние Балмазы, башк. Түбәнге Балмаҙы) — присілок у складі Караідельського району Башкортостану, Росія. Входить до складу Караідельської сільської ради.
Населення — 221 особа (2010; 263 у 2002).
Національний склад:
- башкири — 97 %